# ویلدندورنباخ
ویلدندورنباخ (به آلمانی: Wildendürnbach) یک منطقهٔ مسکونی در اتریش است که در ناحیه میستلباخ واقع شده‌است. ویلدندورنباخ ۱٬۶۱۲ نفر جمعیت دارد.